# Mohamed Béavogui

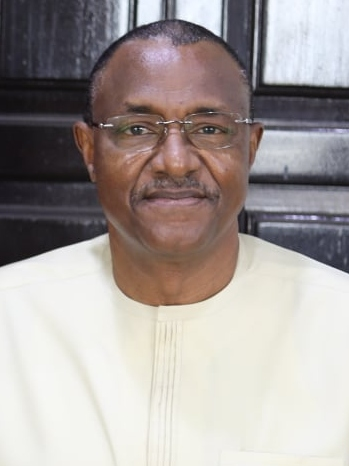
Mohamed Béavogui 2022

Mohamed Béavogui (Porédaka, 15 de agosto de 1953) é um diplomata e político guineense, que foi primeiro-ministro da Guiné entre 6 de outubro de 2021 e 17 de julho de 2022.

## Biografia
Béavogui nasceu em agosto de 1953 em Porédaka, filho de um diplomata e sobrinho do ex-presidente da Comissão da União Africana, Diallo Telli. Ele começou a estudar na Universidade Gamal Abdel Nasser de Conakry em 1972. Ele então obteve um mestrado em engenharia pelo Kalinin Politechnical Institute na União Soviética e um diploma em administração executiva pela Harvard Kennedy School nos Estados Unidos.
De 1982 a 1986, trabalhou na Nigéria, antes de ser recrutado como consultor pela Organização das Nações Unidas para Alimentação e Agricultura. Em 2001, foi nomeado Diretor Regional para a África Ocidental e Central do Fundo Internacional para o Desenvolvimento Agrícola (FIDA), cargo que ocupou até 2011. Em outubro de 2011, tornou-se Diretor de Parceria e Mobilização de Recursos e Conselheiro Sênior do Presidente do FIDA. Em 2015, foi nomeado diretor da African Capacity Building Foundation.
Em 6 de outubro de 2021, um mês após o Golpe de Estado na Guiné em 2021, ele foi nomeado primeiro-ministro de transição da Guiné pelo presidente interino Mamady Doumbouya.